# Rue des Trinitaires
Pour les articles homonymes, voir Trinitaires (homonymie).
La rue des Trinitaires est une rue de l'Ancienne Ville de Metz dans la région Grand Est, dans le département de la Moselle.

## Situation et accès
La rue est située dans l'Ancienne Ville, elle débute rue du Haut de Sainte-Croix pour finir place Jeanne-d'Arc.

## Origine du nom
Elle porte ce nom en raison de la proximité de l'église des Trinitaires.

## Historique
Son nom lui a été donné en 1561.
La maison no 10 et 12 de la rue des Trinitaires comporte des traces de la Cour d'Or ou d'Orme, un ancien palais ayant existé à l'époque romaine par laquelle passait la voie romaine de Trèves.

## Bâtiments remarquables et lieux de mémoire
- l’ancienne chapelle des Jésuites (1851) (église des Carmes, Les Trinitaires fin du XXe siècle) ; l’ancienne église des Trinitaires (1720) sert aujourd’hui de lieu culturel d’exposition[3] ;
- des vestiges de murs romains ayant appartenu à l’ancien palais et un puits de la même époque dans la caveau du no 4 de la rue des Trinitaires, c’est-à-dire à l’emplacement de l’instrumentarium de Carrefour ;
- l’hôtel Saint-Livier, XIIe siècle : actuel fonds régional d’art contemporain de Lorraine : 1 bis rue des Trinitaires ;
- la maison natale de Gabriel Pierné à 3 rue des Trinitaires[4].